# 制高點
制高點是軍事用語，指地形或環境上的某一部分比周圍高而有利於戰術的施展，例如山頂、塔樓天臺等。
從高打低的好处有：己方人員投射武器或彈藥（矛、石頭、子彈等）可以投得比較遠；指揮員站得高看得遠、視野寬，方便戰術調動；對方人員或車輛行動費力而不方便。

## 歷史戰例
很陡的、多岩石的地形，例如山麓，可以阻擋對方的騎兵、戰象、坦克或裝甲運兵車。例如在蘇聯－阿富汗戰爭裏，阿富汗遊擊隊佔據山區，就不容易受到蘇聯機動化部隊的攻擊。這迫使蘇聯部隊得倚靠直升機從空中攻擊，但直升機會成為美國提供的FIM-92刺針地對空導彈目標。在高地勢和地對空導彈的保護下，阿富汗遊擊隊不易覆沒。另一個例子是1423年在波希米亞的霍里茲戰役。塔博爾派士兵搶佔高地，逼聖杯派騎兵下馬和他們打，也减弱他們的火炮。塔博爾派兵最後一衝下山殲滅了聖杯派餘部。
但是高地不一定绝对有利。中國的三國時代，街亭一戰，蜀軍占領山頂，卻反被魏軍在山下面包圍。魏軍切斷了他們的供水和援军，最後導致蜀軍大敗，而北伐首役也就到此為止。